# لیسا براون-میلر
لیسا براون-میلر (انگلیسی: Lisa Brown-Miller؛ زادهٔ ۱۶ نوامبر ۱۹۶۶) بازیکن هاکی روی یخ اهل ایالات متحده آمریکا بود.